# Hieronim (Zacharow)
Hieronim, imię świeckie Władimir Iwanowicz Zacharow (ur. 1897 w Moskwie, zm. 14 grudnia 1966) – rosyjski biskup prawosławny.

## Życiorys
Ukończył szkołę handlową w Moskwie (1916) i podjął wyższe studia na kierunku psychologia eksperymentalna, nigdy jednak nie uzyskał końcowego dyplomu. Wieczyste śluby mnisze złożył 4 września 1925. 20 września tego samego roku został wyświęcony na hierodiakona, zaś dzień później – na hieromnicha, w monasterze Spotkania Włodzimierskiej Ikony Matki Bożej w Moskwie. W 1926 został proboszczem parafii przy żeńskim Monasterze Sumarokowskim (gubernia kostromska). Następnie od 1928 do 1931 był proboszczem parafii św. Michała Archanioła w Zagorsku, od 1930 jako archimandryta.
Więzień łagrów w latach 1931–1935.
31 grudnia 1944 został wyświęcony na biskupa kiszyniowskiego i mołdawskiego. Ceremonia chirotonii odbyła się w moskiewskim soborze Objawienia Pańskiego, z udziałem konsekratorów: metropolity leningradzkiego Aleksego, metropolitów krutickiego i kołomieńskiego Mikołaja i kijowskiego i halickiego Jana oraz arcybiskupa iżewskiego i udmurckiego Jana. Po trzech latach urzędowania biskup Hieronim został przeniesiony na katedrę riazańską, gdzie pozostawał ordynariuszem do lutego 1948. Następnie został przeniesiony powtórnie, tym razem do eparchii iżewskiej i udmurckiej. W 1952 został biskupem kujbyszewskim i syzrańskim. W 1956 objął z kolei zarząd eparchii orłowskiej i briańskiej. Po sześciu latach Święty Synod przeniósł go do eparchii rostowskiej. W 1962 otrzymał godność arcybiskupią, zaś rok później został nagrodzony prawem noszenia krzyża na kłobuku. Urząd sprawował do śmierci w 1966.